# Sven-Olof Berlin (läkare)
Sven-Olof (Olle) Berlin, född den 24 maj 1918 i Göteborg, död den 9 juni 2006, var en svensk läkare och universitetslärare.
Sven-Olof Berlin var son till civilingenjören och brandinspektören Allan Berlin (1878–1951) och dennes hustru Karin Flodman (1881–1946) samt sonson till matematikern Mac Berlin. Han var bror till Ragnar och Hans Berlin. 
Berlin avlade studentexamen i Göteborg 1937. Han bedrev därefter medicinska studier först i Uppsala där han blev medicine kandidat 1940 och senare i Stockholm där han blev medicine licentiat 1945. Han var vikarierande provinsialläkare 1945 och 1946, underläkare vid medicinska tuberkulosavdelningen och medicinska avdelningen på Sankt Görans sjukhus 1946–1952 och blev förste underläkare vid medicinska kliniken på Serafimerlasarettet 1953. Från 1958 var han biträdande överläkare vid Eskilstuna lasarett.
Berlin disputerade 1957 på avhandlingen Exudative tuberculous pleurisy – With a statistical analysis of prognostic factors according to a new method vid Karolinska institutet och blev efter detta även docent där. Utöver avhandlingen publicerade Berlin artiklar om tuberkulos, invärtesmedicin och medicinsk statistik.
Sven-Olof Berlin var från 1944 gift med Inga Claësson (född 1917), dotter till folkskolläraren David Claësson och dennes hustru Alfhild, född Englund. Paret fick barnen Anita (född 1946), Klas Örjan (född 1948) och Gunnel (född 1953). 
Vid sidan av yrket skall Berlin, liksom sin bror Hans, ha varit en duktig pianist samt därtill en begåvad tecknare.